# Tmesisternus niger
Tmesisternus niger là một loài bọ cánh cứng trong họ Cerambycidae.